# Gustav Mörke
Gustav Mörke (* 19. Februar 1897 in Ravenstein, Kreis Saatzig; † nach 1933) war ein deutscher Politiker (DNVP).

## Leben
Nach dem Besuch der Volksschule nahm Mörke von 1914 bis 1918 als Freiwilliger des 3. Garde-Ulanen-Regiments am Ersten Weltkrieg teil und wurde an der Front eingesetzt. Von 1918 bis zu seinem Ausscheiden aus der Armee am 1. Oktober 1919 diente er beim Grenzschutz Ost. Im Anschluss war er als Landarbeiter in Seefeld tätig.
Mörke trat während der Zeit der Weimarer Republik in die DNVP ein und war Mitglied im Stahlhelm. Weiterhin war er Vorsitzender des Pommerschen Landbundes, Mitglied des Reichsausschusses der deutschen Landkrankenkassen sowie Mitglied des Kreissparkassenvorstandes und des Kreis-Fürsorgeausschusses im Kreis Saatzig. Von März bis Oktober 1933 war er Abgeordneter des Preußischen Landtages.